# Stora Älghällan
Stora Älghällan är en ö i Finland. Den ligger i Norra kvarken och i kommunen Korsnäs i den ekonomiska regionen  Vasa i landskapet Österbotten, i den västra delen av landet. Ön ligger omkring 37 kilometer sydväst om Vasa och omkring 350 kilometer nordväst om Helsingfors.
Öns area är 2,4 hektar och dess största längd är 270 meter i nord-sydlig riktning. I omgivningarna runt Stora Älghällan växer i huvudsak blandskog.